# Dante et Virgile dans le neuvième cercle de l'Enfer
Dante et Virgile dans le neuvième cercle de l'Enfer est un tableau réalisé par le peintre français Gustave Doré en 1861. Cette huile sur toile illustre un passage de la Divine Comédie de Dante Alighieri. Elle représente Virgile et l'auteur dans le plus profond des cercles de l'Enfer, où ils observent des damnés que les glaces du Cocyte ont pris nus et réduits au cannibalisme. Exposée au Salon de 1861, l'œuvre est aujourd'hui conservée au musée de Brou, dans le monastère royal de Brou, à Bourg-en-Bresse, dans l'Ain. Elle a été acquise en vente publique en 1982.